# Главный подозреваемый (телесериал, 1991)
«Главный подозреваемый» (англ. Prime Suspect) — британский драматический детективный телесериал снятый кинокомпанией Granada Television совместно с ITV Productions для канала ITV по романам Линды ле Планте. Номинант премий «Эмми», «BAFTA» и «Эдгар».
Телесериал состоит из семи телевизионных фильмов продолжительностью 3 часа 30 минут, каждый из которых был разделен на две или четыре части (за исключением «Главного подозреваемого 4», продолжительность которого составила 4 часа 30 минут).
В России с 2008 года транслируется каналом ТВ Центр.

## Сюжет
Главный инспектор полиции, а впоследствии старший полицейский офицер Джейн Теннисон (Хелен Миррен) с успехом занимается мужской профессией в полностью мужском коллективе. Главная проблема Джейн — поддержание хрупкого баланса между её работой и личной жизнью. На работе ей приходится сталкиваться с проявлением мужского сексизма, а в личной жизни — бороться с алкогольной зависимостью и неспособностью строить длительные отношения.

## Награды
- 1992 — BAFTA TV Award — Лучшая телевизионная актриса (Хелен Миррен)
- 1992 — BAFTA TV Award — Лучший драматический сериал
- 1993 — BAFTA TV Award — Лучшая телевизионная актриса (Хелен Миррен)
- 1993 — Emmy Award — Лучший мини-сериал
- 1994 — BAFTA TV Award — Лучшая телевизионная актриса (Хелен Миррен)
- 1994 — BAFTA TV Award — Лучший драматический сериал
- 1994 — Emmy Award — Лучший мини-сериал
- 1996 — Emmy Award — Лучшая актриса в мини-сериале (Хелен Миррен)
- 1997 — Emmy Award — Лучший мини-сериал
- 2007 — BAFTA TV Award — Лучшая оригинальная музыка для телевидения (Николас Хупер)
- 2007 — Emmy Award — Лучшая актриса в мини-сериале или фильме (Хелен Миррен)
- 2007 — Emmy Award — Лучшая работа сценариста в мини-сериале или фильме
- 2007 — Emmy Award — Лучшая режиссёрская работа в мини-сериале или фильме

## Эпизоды
| Дата выхода | Название                                                                               |
| --- | -------------------------------------------------------------------------------------- |
| 7—8 апреля 1991 | Главный подозреваемый (англ. Prime Suspect)                                            |
| Неожиданно умирает полицейский детектив, и на замену ему Джейн Теннисон в первый раз получает возможность самостоятельно вести расследование. Ей поручено дело об убийстве проститутки. Как выясняется, умерший полицейский вел незаконную деятельность в связи с этим делом. В ходе расследования у Джейн портятся отношения со своим мужчиной. Несмотря на преграды, которые ей строят её коллеги, ей удается найти убийцу и завоевать уважение команды. |                                                                                        |
| 15—16 декабря 1992 | Главный подозреваемый 2: Операция «Надин» (англ. Prime Suspect 2)                      |
| В африканском районе Лондона найден скелет неизвестной девушки. В обстановке расовой ненависти Джейн Теннисон расследует убийство. Кроме того, у неё начинаются отношения с чернокожим детективом, который, правда, намного младше её. |                                                                                        |
| 19—20 декабря 1993 | Главный подозреваемый 3 (англ. Prime Suspect 3)                                        |
| Джейн Теннисон расследует смерть мальчика, занимавшегося проституцией в лондонском районе Сохо. |                                                                                        |
| 30 апреля 1995 | Главный подозреваемый 4: Пропавший ребёнок (англ. Prime Suspect 4: The Lost Child)     |
| Убит ребёнок, и все улики указывают на преступника, который уже отсидел свой срок и скрывает своё прошлое от своей новой семьи. Но его психотерапевт думает иначе. |                                                                                        |
| 7 мая 1995 | Главный подозреваемый 4: Узкий круг (англ. Prime Suspect 4: Inner Circles)             |
| Джейн Теннисон расследует убийство менеджера из клуба для районной элиты. Первый след ведёт к местным молодым наркоманам, однако в действительности всё оказывается сложнее. |                                                                                        |
| 15 мая 1995 | Главный подозреваемый 4: Аромат тьмы (англ. Prime Suspect 4: Scent of Darkness)        |
| В городе вновь происходят убийства, странно напоминающие первое дело Джейн Теннисон. И хотя тогдашний убийца в тюрьме, но Джейн уверена, что он виновен в новых преступлениях. |                                                                                        |
| 20 декабря 1996 | Главный подозреваемый 5: Ошибки правосудия (англ. Prime Suspect 5: Errors of Judgment) |
| Джейн Теннисон переведена в Манчестер и расследует криминальную разборку со смертельным исходом. Постепенно у неё возникает подозрение, что и здесь не обошлось без участия кого-то из полиции. |                                                                                        |
| 9—10 ноября 2003 | Главный подозреваемый 6: Последний свидетель (англ. Prime Suspect 6: The Last Witness) |
| Джейн Теннисон под угрозой увольнения начинает расследование убийства беженца из Боснии. |                                                                                        |
| 15—22 октября 2006 | Главный подозреваемый: Последний акт (англ. Prime Suspect: The Final Act)              |
| Джейн Теннисон перед уходом в отставку занимается убийством девочки-подростка. |                                                                                        |